# Дуфин, Яков Абрамович
Яков Абрамович Дуфин (1910, Севастополь — 1964, Ванв, близ Парижа) — художник.

## Биография
Родился в семье военного врача и учительницы словесности.
В 1915 отец Якова Дуфина погиб на фронте, а семья была вынуждена эмигрировать в Королевство СХС. Прожив около года в городе Вршац, Дуфина с сыном перебралась в Париж. В начале 1920-х годов мать будущего художника знакомится с французским скульптором Фернаном Лоттом (Fernand Lotte) и выходит за него замуж. По настоянию отчима Яков был отправлен для обучения в академию Гранд Шомьер, где обучался у О.Фриза (вместе с ещё одним выходцем из России — Евгением Калабиным).
С середины 1930-х Яков Дуфин работает в мастерской плакатов и рекламы студии Gaumont, а также рисует карикатуры для французских сатирических изданий под псевдонимом J. DufLot, составленным из первых трёх букв фамилий матери и отчима.
С началом второй мировой войны художник оставляет работу на киностудии и вместе с матерью переезжает на юг Франции. В 1945 году Дуфин самостоятельно вернулся в Париж и последующие 12 лет полностью посвятил живописи. Используя свой литературный псевдоним J.DufLot, писал в основном виды Парижа. Небольшого формата картинки, изображающие жанровые сценки из жизни французов, пользовались большой популярностью у парижан.
В 1957 году, попав в автомобильную аварию, лишился возможности самостоятельно передвигаться и остаток жизни провёл в городе Ванв, близ Парижа.